# Liste der Einträge im National Register of Historic Places im Anderson County (Texas)
Die Liste der Registered Historic Places im Anderson County führt alle Bauwerke und historischen Stätten im texanischen Anderson County auf, die in das National Register of Historic Places aufgenommen wurden.

## Aktuelle Einträge
| Lfd. Nr. | Name im NRHP                                    | Bild | Datum der Eintragung | Adresse/Lage                                                                           | Ort          | NRHP-ID  | Beschreibung |
| -------- | ----------------------------------------------- | ---- | -------------------- | -------------------------------------------------------------------------------------- | ------------ | -------- | ------------ |
| 1        | Anderson Camp Ground                            |      | 27. Dez. 1982        | W of Brushy Creek on SR 837                                                            | Brushy Creek | 82001735 |              |
| 2        | Anderson County Courthouse                      |      | 28. Sep. 1992        | 1 Public Sq.                                                                           | Palestine    | 92001256 |              |
| 3        | Anderson County Jail                            |      | 11. Juni 1998        | 704 Avenue A.                                                                          | Palestine    | 98000692 |              |
| 4        | Broyles, William and Caroline, House            |      | 10. Nov. 1988        | 1305 S. Sycamore St.                                                                   | Palestine    | 88002614 |              |
| 5        | Denby Building                                  |      | 11. Juni 1998        | 201 W. Crawford St.                                                                    | Palestine    | 98000694 |              |
| 6        | G. E. Dilley Building                           |      | 11. Juni 1998        | 503 W. Main St.                                                                        | Palestine    | 98000698 |              |
| 7        | First Presbyterian Church                       |      | 11. Juni 1998        | 406 Avenue A                                                                           | Palestine    | 98000695 |              |
| 8        | Freeman Farm                                    |      | 12. Juni 2000        | Co. Rd. 323, 3 mil3s SE. of Frankston                                                  | Frankston    | 00000656 |              |
| 9        | Gatewood-Shelton Gin                            |      | 3. Juni 1998         | 304 E. Crawford                                                                        | Palestine    | 98000637 |              |
| 10       | Howard House                                    |      | 14. März 1993        | 1011 N. Perry St.                                                                      | Palestine    | 93000072 |              |
| 11       | Lincoln High School                             |      | 3. Juni 1998         | 920 W. Swantz St.                                                                      | Palestine    | 98000636 |              |
| 12       | Link House                                      |      | 29. Mai 1980         | 925 N. Link St.                                                                        | Palestine    | 80004073 |              |
| 13       | Michaux Park Historic District                  |      | 28. Apr. 2004        | Roughly bounded by S. Michaux St., Jolly St., Crokett Rd., Rogers St., and E Park Ave. | Palestine    | 04000380 |              |
| 14       | Mount Vernon African Methodist Episcopal Church |      | 3. Juni 1998         | 913 E. Calhoun St.                                                                     | Palestine    | 98000635 |              |
| 15       | North Side Historic District                    |      | 1. Juli 1998         | Roughly bounded by Kolsted, N. Perry, W. Green, and N. Conrad Sts.                     | Palestine    | 98000825 |              |
| 16       | Old Town Residential Historic District          |      | 15. Juni 2006        | Rougly surrounded by Lacey St.                                                         | Palestine    | 06000509 |              |
| 17       | Pace McDonald Site                              |      | 12. Aug. 1982        | Address Restricted                                                                     | Palestine    | 82004488 |              |
| 18       | Palestine Carnegie Library                      |      | 17. Okt. 1988        | 502 N. Queen St.                                                                       | Palestine    | 88001944 |              |
| 19       | Palestine High School                           |      | 24. Sep. 1986        | 400 Micheaux Ave.                                                                      | Palestine    | 86002295 |              |
| 20       | Post Office Palestine                           |      | 11. Juni 1998        | 101 E. Oak St.                                                                         | Palestine    | 98000693 |              |
| 21       | John H. Reagan Monument                         |      | 3. Juni 1998         | Reagan Park;vicinity of Park and Crockett Sts.                                         | Palestine    | 98000633 |              |
| 22       | Redlands Hotel                                  |      | 3. Juni 1998         | 400 N. Queen St                                                                        | Palestine    | 98000634 |              |
| 23       | Robinson Bank Building                          |      | 11. Juni 1998        | 213 W. Main St.                                                                        | Palestine    | 98000691 |              |
| 24       | Sacred Heart Catholic Church and School         |      | 6. Dez. 1979         | 503 N. Queen St.                                                                       | Palestine    | 79002909 |              |
| 25       | A. C. Saunders Site                             |      | 15. Juli 1982        | 1011 N. Perry St.                                                                      | Frankston    | 82004487 |              |
| 26       | South Side Historic District                    |      | 1. Juli 1998         | Roughly bounded by W. Colorado, and S. Michaux Sts., and Union Pacific Railroad Tracks | Palestine    | 98000826 |              |

Die Texas & Pacific Steam Locomotive No. 610, die in der Liste der Einträge im National Register of Historic Places im Tarrant County aufscheint, wurde von Fort Worth nach Palestine, Park Road 70 überführt (Stand April 2018).